# Jana Nescjarava
Jana Nescjarava (in bielorusso Яна Несцярава?; 14 giugno 1992) è una tuffatrice grandi altezze bielorussa.
Ha vinto la medaglia di bronzo nella gara dai 20 metri ai campionati mondiali di nuoto di Kazan' 2015 e di Budapest 2017.

## Palmarès
- Mondiali di nuoto

Kazan' 2015: bronzo nei grandi altezze (20 m)
Budapest 2017: bronzo nei grandi altezze (20 m)